# 発明者 (特許法)
特許法上の発明者（はつめいしゃ、英：inventor）とは、各国の特許法において規定されている「発明をした者」のことである。

## 各国特許法の規定

### 日本
日本の特許法では、2条1項において「発明」を「自然法則を利用した技術的思想の創作のうち高度のもの」と定義し、29条1項柱書において「産業上利用することができる発明をした者は、次に掲げる発明を除き、その発明について特許を受けることができる。」と規定し、発明者は原始的に特許を受ける権利を有することを定めている。
発明者の地位を獲得できるのは常に自然人であり、法人は発明者となることはない。たとえ法人の従業者が職務上発明（職務発明）を完成させたとしても、発明者は法人ではなく従業者となる。ただし、発明者に原始的に帰属した特許を受ける権利は移転できることとされており（33条1項）、発明者から特許を受ける権利を承継された法人であれば、その法人の名において特許出願が可能であり、特許権を取得できる。
発明者ではなく、特許を受ける権利も有しない者がした特許出願は拒絶の対象であり（49条7号）、特許権発生後は無効理由となる（123条1項6号）。

### ヨーロッパ
欧州特許条約では、先願主義に基づき「欧州特許を受ける権利は、発明者又はその権利承継人に属する。」（第60条）と定めている 。しかし事実上欧州特許庁（EPO）が提出された発明者が本当の発明者かどうかを調査したことはない。実際「EPO以前の手続きにおいて、出願人は欧州特許を受ける権利を有すると見なされる。」と定められている。欧州特許を受ける権利に関する訴訟は、司法権を有する国家裁判所より以前に提出されなければならない。司法権は「Protocol on Jurisdiction and the Recognition of Decisions in respect of the Right to the Grant of a European Patent（欧州特許を受ける権利に関する司法権と認証を決定するためのプロトコル）」または省略して「Protocol on Recognition（認証プロトコル）」に適合して決められる。ひとたび国家裁判所により出願者は欧州特許を受ける権利がないという最終判決が下された場合、正当な権利者はに沿って、出願者に代わって自分の出願として実行したり、同一の発明を新たに出願する手続きをとることができる。
欧州の特許法の下では伝統的には、発明者であることは特許要件として挙げられない。しかし特殊な場合には発明者と特許性に関係が生じることがある。欧州特許出願の出願日に先立って6ヶ月以内に開示が行われても、もし開示が出願人又はその前権利者に対する明白な乱用、または結果としての乱用によるならば、開示とはみなさず、新規性を失ったことにはならない。このような場合、発明者（しばしば出願人または前権利者と同一）が明確なことが重要になる。

### アメリカ合衆国
アメリカ合衆国においては、特許出願は発明者の名前でなされなければならない。特許は発明者に与えられるというこの要件は合衆国憲法第1章第8項（いわゆる発明条項）に基づいている。
The Congress shall have power...
To promote the progress of science and useful arts, by securing for limited times to authors and inventors the exclusive right to their respective writings and discoveries. 「連邦議会は…著作者および発明者に対し、個々の著作物および発見に一定期間排他的権利を保証することにより、学術および有用な技術の進歩を促進する…権限を有する。」
発明者とは特許中の請求項のうち少なくとも1つに貢献した当事者である。米裁判所は、発明者としての「線引き問題」は「誰が発明を着想したか」である、と説明している。1930年の判例によると、発明は一個人の努力で成り立つことはまれであると認識している。したがって、概念化と発明全体に対する「知的独占性」が重要であり、「実施化それ自体は無関係である。発明者は概念化に貢献した者でなければならない。」一般に、概念化とは「発明活動の知的部分の完成した表現」であり、また「後に応用実用化されることで完全で使用可能となる発明の元になる、明確で恒久的なアイデアが発明者の頭脳中で形成されること」である。 通常アイデアはその後の試行錯誤により変更されうるので、「明確で恒久的」とも「完全」とも言えない。その場合、「明確で恒久的な」アイデア作りに貢献した別の個人は共同発明者となる。
発明者の指名は特許の正当性にとって非常に重要である。故意に指名し忘れたり、不正確に発明者を特定すると特許が無効になりうる。通例裁判所は、不一致がない限りは、指名された発明者が真の発明者であると仮定する。
たとえ特許出願が公表される以前に譲渡されたとしても、発明者名を意図的に除外することはできない。特許において権利を譲渡しても、本来だれに特許が交付されたのかは変わらない。実際、譲受人は、特許が交付され法的所有権が自動的に移譲されるまでは、公正な部分的所有権のみを有する。発明者が死亡、心神喪失、その他の理由で行為能力を失った場合、出願を拒否した場合、または行方不明の場合、発明者以外の者が特許を出願することが可能である。

## 法人発明
日本の著作権法では、著作者の地位を法人に帰属させる職務著作（法人著作）を認めているが（著作権法15条）、特許法では、発明者は常に人間（自然人）であり、法人による発明（法人発明）を認めていない。ただし、特許を受ける権利は法人を含む他人に譲渡することができると定められており（特許法第33条第1項）、使用者等は職務上行った発明を発明者である従業員から承継することを勤務規定などによってあらかじめ定めておくことができる（特許法第35条第2項）。詳細については、職務発明を参照。
米国では、特許出願ができるのは発明者に限定されている。使用者などの法人は「譲受人」として登録しておくことで、特許になった時点で「特許権者」になることができる。